# Plataleyrodes anthocleistae
Plataleyrodes anthocleistae là một loài côn trùng cánh nửa trong họ Aleyrodidae, phân họ Aleyrodinae.
Plataleyrodes anthocleistae được Takahashi & Mamet miêu tả khoa học đầu tiên năm 1952.